# Joachim Herrmann (Künstler)
Joachim Herrmann (* 5. November 1930; † 28. Oktober 2016 in Helfta) war ein deutscher Maler, Archäologe und Kunstpädagoge. Sein berufliches Schaffen als Pädagoge, begann er auf der Insel Rügen. Wegen geänderter Lebensumstände siedelte er in seine alte Heimat nach Eisleben/Helfta um. Dort arbeitete er als Kunsterzieher, Kreisfachberater und endlich als Bezirksfachberater in Halle/Saale.
Bekannt wurde er durch seine Initiativen zur Erhaltung der ottonischen Königspfalz Helfta und des ehemaligen Klosters Helfta mit seiner romanischen Kirche von 1258. Die Klosteranlage war von den DDR-Behörden zum Volkseigenen Gut (VEG) erklärt worden, verfiel im Zuge der Verwendung als Lagerhalle und sollte 1988 gesprengt werden. Herrmann konnte die Verantwortlichen von der geschichtlich-kulturellen und religiösen Bedeutsamkeit der noch stehenden Gebäude überzeugen und die Sprengung verhindern. Das Areal wurde schließlich in seine Verantwortung übertragen.

## Revitalisierung des Klosters Helfta
Der auch als Archäologe tätige Künstler entwickelte daraufhin Ideen zur kulturellen Nutzung des Geländes. Er verfolgte unter anderem das Ziel eines Bildungszentrums sowie eines Orts- und Klostermuseums. 1990 gründete er das Kuratorium Kloster St. Marien in Helfta zur Revitalisierung des Klosters, das 1999 wieder (wie bis 1546) von Zisterzienserinnen übernommen wurde. Auch gelang ihm, dass die Überreste der ottonischen Kaiserpfalz in fachliche Obhut gegeben wurden.
Für den Wiederaufbau des Klosters setzte sich auch der katholische Pfarrer Horst Mittenentzwei aus Hettstedt ein, was bei einer Audienz von Papst Johannes Paul II. befürwortet wurde. Nach der Wende entstanden weitere Initiativen von evangelischer und nichtchristlicher Seite, die sich 1992 mit Denkmalpflegern zum Verband der Freunde des Klosters Helfta e.V. unter Herrmanns Leitung zusammenschlossen. Für das 1994 von der Treuhand an die Diözese Magdeburg verkaufte Areal übernahm der Magdeburger Bischof Leo Nowak die Bauherrschaft und es wurde mit dem Wiederaufbau von Kirche, Konvent und Kreuzgang begonnen. Nach der Übergabe an die Zisterzienserinnen und die Diözese löste Herrmann im März 2000 den Verband auf; stattdessen sorgt nun der Förderverein Kloster St. Marien zu Helfta e. V. für weitere Unterstützung von außen, unter anderem für die Errichtung des neuen Exerzitien- und Bildungshauses.

## Orts- und Klostermuseum Helfta
Die Initiative Herrmanns zur Gründung eines Archivs und Museums hatte zwei Gründe: die historische Bedeutung der Umgebung (Kaiserpfalz bei Helfta, Burg, thüringischer Königshof usw.) und die Tatsache, dass nur wenige Funde in Helfta und Eisleben verfügbar, sondern weit verstreut und kaum registriert waren.
Für das Museum schuf Herrmann in 20 Jahren ein Kompendium zur reichen Geschichte des einst blühenden und heute auflebenden Ortsteiles der Lutherstadt Eisleben von der Steinzeit bis zur Gegenwart. Es verknüpft archäologische, heimatkundliche, theologische und künstlerische Gesichtspunkte zu einem ganzheitlichen Bild von Helfta und seinem Kloster St. Marien.
Das Museum wird neben seinen Dokumenten, Fundstücken und Gebrauchsgegenständen durch ein Archiv ergänzt, unter anderem mit Fotos wichtiger Persönlichkeiten und von Orten und Plätzen Helftas im Wandel der Zeit. Es zentralisiert die Quellen, Erkenntnisse und Dokumente unter Mithilfe der einheimischen Bevölkerung und einiger Vereine mit Sammlungen, Fotoarchiven und familiären Nachlässen.
Nach einer schweren Erkrankung Joachim Herrmanns führte sein Sohn Hans Herrmann, der Bodendenkmalpfleger für den Altkreis Mansfelder Land, diese Arbeit weiter und konnte das Museumsarchiv 2009 eröffnen.

## Veröffentlichungen
- J. Hermann Helfta: Kloster Helfta. Ehem. Zisterzienserinnen-Abtei, Eisleben-Helfta (= Kleine Kunstführer Nr. 2219). Schnell & Steiner, Regensburg 1995.